# هنود
هنود یک روستا در ایران است که در دهستان جم واقع شده‌است.